# Bulbophyllum tenuipes
Bulbophyllum tenuipes là một loài phong lan thuộc chi Bulbophyllum.